# Oberlander
Oberlander o più esattamente Ebrei Oberlander (anche Oberlandi o semplicemente ebrei dell'Oberland (Alta Ungheria, oggi Slovacchia)) sono ebrei aschenaziti, di lingua yiddish e tedesca provenienti originariamente dall'Oberland o dal territorio della "Regione di sopra" (in ungherese Felvidek - nome storico con cui veniva chiamata l'attuale Slovacchia), parte occidentale dell'Ungheria, e dal distretto che circonda Bratislava. Ciò in distinzione dagli ebrei Unterlander, che risiedevano nelle terre basse orientali sulla sponda opposta del fiume Danubio ed erano più  influenzati dal movimento chassidico.

## Origini e tradizioni
Molti erano Haredi ma non chassidici, altri erano ortodossi ma piuttosto modernizzati. La maggior parte indossava abiti contemporanei, parlavano ungherese però educavano i propri figli all'interno nell'ambito della religione ebraica tradizionale, insieme a materie scolastiche insegnate in lingua ungherese. L'Ebraismo Oberlander era molto più simile all'ortodossia classica tedesca pre-emancipazione. Un'usanza, o minhag, molto specifica osservata da alcuni ebrei Oberlander era l'uso di un tallit prima del matrimonio, come fanno oggi gli ebrei tedeschi. Un'altra tradizione era quella di indossare i tefillin nei giorni intermedi di un festival. Gli ebrei Oberlander hanno contribuito fortemente alle comunità ortodosse attuali. In generale, gli ebrei Oberlander avevano maggiori probabilità di rimanere ortodossi di altre comunità aschenazite dopo la forte emigrazione nell'America del Nord. Molti Oberlander si sono integrati e sono stati assorbiti da gruppi chassidici di correnti come quella di Vizhnitz dopo la seconda guerra mondiale. Altri hanno educato i propri figli in yeshivah di stile lituano o in Israele, dove non conservano più molte delle loro tradizioni. Tuttavia, delle congregazioni che si identificano come Oberlander e che si attengono alle usanze Oberlander sono presenti in Israele, a New York e a Stamford Hill (Londra).